# Pershore St Andrew
Pershore St Andrew var en civil parish fram till 1949 då den blev en del av Pershore, i grevskapet Worcestershire, i England. Civil parish var belägen 9 km från Evesham och hade 1 049 invånare år 1931.